# ロバート・ダルヴァ
ロバート・ダルヴァ（Robert Dalva, 1942年4月14日 - 2023年1月27日）は、アメリカ合衆国の編集技師、映画監督である。ニューヨーク州ニューヨーク出身である。
『ワイルド・ブラック/少年の黒い馬』（1979年）で第52回アカデミー賞編集賞にノミネートされた。
アメリカ映画編集者協会の会員である。
2023年1月27日にリンパ腫により死去。

## フィルモグラフィ

### 映画
- ワイルド・ブラック/少年の黒い馬 The Black Stallion (1979) 編集
- ワイルド・ブラック2/黒い馬の故郷へ The Black Stallion Returns (1983) 監督・編集
- Latino (1985) 編集
- レイジング・ケイン Raising Cain (1992) 編集
- ジュマンジ Jumanji (1995) 編集
- Conceiving Ada (1997) 編集
- 遠い空の向こうに October Sky (1999) 編集
- ジュラシック・パークIII Jurassic Park III (2001) 編集
- オーシャン・オブ・ファイヤー Hidalgo (2004) 編集
- The Prize Winner of Defiance, Ohio (2005) 編集
- Touching Home (2008) 編集
- キャプテン・アメリカ/ザ・ファースト・アベンジャー Captain America: The First Avenger (2011) 編集
- ラヴレース Lovelace (2013) 編集
- タイム・トゥ・ラン Heist (2015) 編集

### テレビシリーズ
- スター・ウォーズ/クローン・ウォーズ Star Wars: The Clone Wars 第2シーズン第10話「逃亡者」 "The Deserter" (2010) 監督